# Castelnau-de-Mandailles
 Castelnau-de-Mandailles  (en occitano Castèlnau de Mandalhas) es una población y comuna francesa, situada en la región de Mediodía-Pirineos, departamento de Aveyron, en el distrito de Rodez y cantón de Espalion.

## Demografía
| 730 | 612 | 545 | 527 | 521 | 528 | 548 |
| Para los censos de 1962 a 1999 la población legal corresponde a la población sin duplicidades (Fuente: INSEE [Consultar]) |     |     |     |     |     |     |